# Liste der Kulturdenkmäler in Großseelheim
Die folgende Liste enthält die in der Denkmaltopographie ausgewiesenen Kulturdenkmäler auf dem Gebiet des Ortsteils Großseelheim der  Stadt Kirchhain, Landkreis Marburg-Biedenkopf, Hessen.
Hinweis: Die Reihenfolge der Denkmäler in dieser Liste orientiert sich an der Anschrift, alternativ ist sie auch nach der Bezeichnung oder der Bauzeit sortierbar.
Kulturdenkmäler werden fortlaufend im Denkmalverzeichnis des Landes Hessen durch das Landesamt für Denkmalpflege Hessen auf Basis des Hessischen Denkmalschutzgesetzes (HDSchG) geführt. Die Schutzwürdigkeit eines Kulturdenkmals hängt nicht von der Eintragung in das Denkmalverzeichnis des Landes Hessen oder der Veröffentlichung in der Denkmaltopographie ab.

Das Vorhandensein oder Fehlen eines Objekts in dieser Liste ist keine rechtsverbindliche Auskunft darüber, ob es Kulturdenkmal ist oder nicht: Diese Liste entspricht möglicherweise nicht dem aktuellen Stand der offiziellen Denkmaltopographie. Diese ist für Hessen in den entsprechenden Bänden der Denkmaltopographie Bundesrepublik Deutschland und im Internet unter DenkXweb – Kulturdenkmäler in Hessen einsehbar. Auch diese Quellen sind, obwohl sie durch das Landesamt für Denkmalpflege Hessen aktualisiert werden, nicht immer aktuell, da es im Denkmalbestand immer wieder Änderungen gibt.
Eine verbindliche Auskunft erteilt allein das Landesamt für Denkmalpflege Hessen.
Nutze diese Kartenansicht, um Koordinaten in der Liste zu setzen. In dieser Kartenansicht sind Kulturdenkmale ohne Koordinaten mit einem roten bzw. orangen Marker dargestellt und können in der Karte gesetzt werden. Kulturdenkmale ohne Bild sind mit einem blauen bzw. roten Marker gekennzeichnet, Kulturdenkmale mit Bild mit einem grünen bzw. orangen Marker.
| Bild            | Bezeichnung         | Lage                                              | Beschreibung | Bauzeit | Objekt-Nr. |
| --------------- | ------------------- | ------------------------------------------------- | ------------ | ------- | ---------- |
| Bild gesucht BW | Dorfbrunnen         | Am Dorfbrunnen LageFlur: 6, Flurstück: 309        |              |         |            |
| weitere Bilder  | Evangelische Kirche | Am Homberg LageFlur: 6, Flurstück: 328/69         |              |         |            |
| Bild gesucht BW | Vierseithof         | Am Homberg 1 LageFlur: 6, Flurstück: 108/1        |              |         |            |
| Streckhof       | Streckhof           | Am Homberg 3 LageFlur: 6, Flurstück: 109          |              |         |            |
| Hofanlage       | Hofanlage           | Am Homberg 8 LageFlur: 6, Flurstück: 94/2         |              |         |            |
| Bild gesucht BW | Hofanlage           | Am Homberg 10 LageFlur: 6, Flurstück: 103/1       |              |         |            |
| Wohnhaus        | Wohnhaus            | Am Homberg 11 LageFlur: 6, Flurstück: 124/3       |              |         |            |
| Bild gesucht BW | Wohnhaus            | Am Homberg 31 LageFlur: 6, Flurstück: 71/3        |              |         |            |
| Bild gesucht BW | Ältestes Wohnhaus   | Am Pfarrhaus 3 LageFlur: 6, Flurstück: 76         |              |         |            |
| Bild gesucht BW | Pfarrhaus           | Am Pfarrhaus 4 LageFlur: 6, Flurstück: 67/3       |              |         |            |
| Wohnhaus        | Wohnhaus            | Am Pfarrhaus 5 LageFlur: 6, Flurstück: 77/4       |              |         |            |
| weitere Bilder  | Wohnhaus            | An der Bach 2 LageFlur: 5, Flurstück: 185/2       |              |         |            |
| Vierseithof     | Vierseithof         | An der Bach 3 LageFlur: 6, Flurstück: 46          |              |         |            |
| Wohnstallhaus   | Wohnstallhaus       | An der Bach 6 LageFlur: 5, Flurstück: 1/1         |              |         |            |
| Bild gesucht BW | Hofanlage           | Auf der Schanz 1 LageFlur: 6, Flurstück: 126      |              |         |            |
| Bild gesucht BW | Dreiseithof         | Auf der Schanz 2 LageFlur: 5, Flurstück: 27       |              |         |            |
| Bild gesucht BW |                     | Auf der Schanz 8 LageFlur: 5, Flurstück: 36/12    |              |         |            |
| Bild gesucht BW | Hofanlage           | Auf der Schanz 26 LageFlur: 6, Flurstück: 163/1   |              |         |            |
| Bild gesucht BW | Tagelöhnerhaus      | Bornstraße 16 LageFlur: 6, Flurstück: 149         |              |         |            |
| Bild gesucht BW | Viehwaage           | Hintere Hofstatt LageFlur: 6, Flurstück: 291      |              |         |            |
| Dreiseithof     | Dreiseithof         | Hintere Hofstatt 1 LageFlur: 5, Flurstück: 8      |              |         |            |
| Wohnhaus        | Wohnhaus            | Hintere Hofstatt 2 LageFlur: 6, Flurstück: 65/3   |              |         |            |
| Bild gesucht BW | Dreiseithof         | Hintere Hofstatt 3 LageFlur: 5, Flurstück: 7      |              |         |            |
| Bild gesucht BW | Wohnhaus            | Lange Gasse 2 LageFlur: 6, Flurstück: 32          |              |         |            |
| Bild gesucht BW | Wohnhaus            | Lange Gasse 3 LageFlur: 6, Flurstück: 39/2        |              |         |            |
| Bild gesucht BW | Dreiseithof         | Lange Gasse 6 LageFlur: 6, Flurstück: 27/1        |              |         |            |
| Wohnhaus        | Wohnhaus            | Lange Gasse 8 LageFlur: 6, Flurstück: 26/1        |              |         |            |
| Dreiseithof     | Dreiseithof         | Marburger Ring 18 LageFlur: 6, Flurstück: 189/5   |              |         |            |
| Bild gesucht BW | Dreiseithof         | Marburger Ring 20 LageFlur: 6, Flurstück: 193/1   |              |         |            |
| Bild gesucht BW | Hofanlage           | Marburger Ring 27 LageFlur: 6, Flurstück: 54/1    |              |         |            |
| Bild gesucht BW | Wohnhaus            | Marburger Ring 28 LageFlur: 6, Flurstück: 200/3   |              |         |            |
| Bild gesucht BW | Wirtschaftsgebäude  | Marburger Ring 29 LageFlur: 6, Flurstück: 50/1    |              |         |            |
| weitere Bilder  | Streckhof           | Marburger Ring 31 LageFlur: 5, Flurstück: 36      |              |         |            |
| Bild gesucht BW | Wohnhaus            | Marburger Ring 33 LageFlur: 6, Flurstück: 29/3    |              |         |            |
| weitere Bilder  | Wohnhaus            | Marburger Ring 34 LageFlur: 6, Flurstück: 222/1   |              |         |            |
| Bild gesucht BW | Wohnhaus            | Marburger Ring 40 LageFlur: 6, Flurstück: 237     |              |         |            |
| weitere Bilder  | Hofanlage           | Marburger Ring 45 LageFlur: 5, Flurstück: 8/1     |              |         |            |
| weitere Bilder  | Hakenhofanlage      | Schönbacher Straße 6 LageFlur: 4, Flurstück: 29/7 |              |         |            |
| weitere Bilder  | Schulhaus           | Sonnenwiesenweg 2 LageFlur: 15, Flurstück: 77/26  |              |         |            |
| Bild gesucht BW | Tagelöhnerhaus      | Vordere Hofstatt 3 LageFlur: 6, Flurstück: 62/1   |              |         |            |
| weitere Bilder  | Wohnhaus            | Vordere Hofstatt 4 LageFlur: 6, Flurstück: 56/1   |              |         |            |